# Bati del Wambara
Bati del Wambara, död efter 1552, var en somalisk adelskvinna. Hon var gift med imam Ahmad Gran av Adal (regent 1527–1543) och sedan med emir Nur ibn Mujahid av Adal (regent 1550-1567) och utövade ett stort inflytande under båda sina äktenskap som sina makars politiska rådgivare. 
Hon följde med sin första make under hans jihad-krigståg mot det kristna Etiopien under 1530-talet med syftet att göra det kristna dar al-harb-riket till en muslimsk provins. När hennes make dödades och hennes son tillfångatogs 1543, förhandlade hon med kejsarinnan Seble Wongel för att växla ut sin son mot sin fånge Admas Sagad I.  
Hon gifte sig med sin andre make 1552 på villkor att han återupptog hennes första makes jihad mot Etiopien. När kejsar Gelawdewos dödades 1559, halshöggs hans döda kropp på hennes order.